# Andrena humilis
Espèce
Statut de conservation UICN

DD : Données insuffisantes
Andrena humilis est une espèce d'insectes hyménoptères de la famille des Andrenidae. Elle est présente en France sur l’ensemble du territoire métropolitain, en Angleterre et au Pays de Galles, en Belgique, en Europe de l’Est et en Eurasie jusqu’en Chine.

## Écologie
Oligolectique, cette andrène collecte le pollen sur des astaracées. Cette espèce est active au printemps.

## Parasites
Les abeilles coucous Nomada integra, Nomada facilis et Nomada femoralis sont des cleptoparasites de cette espèce.